# Círculo de confusión

Diagrama de lentes de círculos de confusión.

El término círculo de confusión se creó en la óptica para establecer una definición objetiva de lo que es la nitidez focal. El círculo de confusión define qué tamaño es aceptable y considerado como un punto cuando un punto de la realidad no está perfectamente enfocado. Cuando el círculo de confusión no es percibido por el ojo humano como un punto, se dice entonces que esa región de la imagen está fuera de la profundidad de campo, o que no tiene una nitidez aceptable.
La industria de la fotografía ha establecido que un círculo de confusión aceptable es aquel punto que, ampliado en una foto impresa de 20x25 cm, y vista desde una distancia de 61 cm, no puede ser percibido por el ojo humano como un círculo. Se reconoce internacionalmente que un círculo de confusión no debe ser mayor de 0,25 mm de diámetro.
En cine de 35 mm se establece que los círculos de confusión no han de superar los 0,25 mm. Es decir, que en el formato de paso universal de 24 mm x 36 mm, más conocido como full frame, los círculos de confusión son de 0,033 mm y permiten una ampliación de 7,5 veces (ya que 0,033 x 7,5 = 0,24), puesto que el ojo humano percibe como un punto todo círculo cuyo diámetro no supere los 0,25 mm.

## Definición en fotografía
Los "círculos de confusión" son los puntos más pequeños colocados uno junto al otro y que es posible distinguir sobre un negativo, o más generalmente, en el soporte de una cámara fotográfica. El diámetro de estos puntos se mide sobre el negativo en cuanto los puntos hayan parecido netos y distintos sobre el papel. El diámetro (E) de estos círculos se denomina diámetro de confusión.
Se determina el intersección de dos factores: 
- La calidad (granulosidad y resolución) del apoyo de la imagen (película o sensor), de una parte que fija el círculo de confusión al mínimo posible.
- La claridad buscada de otra parte (función del tamaño de la tirada deseada, la distancia de observación, y también de la agudeza visual del observador) quien fija el círculo de confusión máximo deseable.